# Родолфо Гонзага
Родолфо Гонзага (на италиански: Rodolfo Gonzaga; * 18 април 1452, Мантуа; † 6 юли 1495, Форново ди Таро, убит) от рода Гонзага е маркиз на Кастильоне деле Стивиере, Кастел Гофредо, Солферино, господар на Лудзара (от 1494) и на Повильо (1539 – 1553). Родоначалник е на кадетската линия Годзага ди Кастел Гофредо, Кастильоне и Солферино.
Той е прадядо на Свети Алоизий Гонзага.

## Произход
Той е най-малкият син на Луиджи III Гонзага (* 1412, † 1478), маркграф на Мантуа, и съпругата му Барбара фон Бранденбург (* 1422, † 1481) от рода Хоенцолерн. Има четирима братя и пет сестри:
- Федерико I (* 1441, † 1484), 3-ти маркграф на Мантуа от 1478 г., съпруг на Маргарита Баварска, дъщеря на херцог Албрехт III
- Франческо (* 1444, † 1483), кардинал от 1464 г.
- Доротея († 1468), херцогиня на Милано като съпруга на Галеацо Мария Сфорца
- Сузана († 1481), монахиня
- Барбара (* 1455, † 1503), херцогиня на Вюртемберг като съпруга на Еберхард
- Чечилия (* 1451, † 1474), монахиня в Мантуа
- Лудовико (* 1460, † 1511), епископ на Мантуа (1483)
- Джанфранческо (* 1446, † 1496), граф на Сабионета, съпруг на Антония дел Балцо, дъщеря на Пиро дел Балцо, княз на Алтамура
- Паола (* 1463, † 1497), графиня на Гориция като съпруга на Леонард фон Гьорц

## Биография
През 1463 г. е посветен в рицарство от император Фридрих III Хабсбург. Подобно на много други кадетски синове от онова време води живота си като кондотиер под заповедите на единия или другия господар.
През 1469 г. постъпва на служба при херцога на Бургундия Шарл Дръзки и оставя във Фландрия повече от година. От 1471 до 1473 г. служи на папа Сикст IV, а през 1474 г. е на заплатата на флорентинците.
На 11 януари 1481 г. се жени за Антония Малатеста, извънбрачна дъщеря на Сиджизмондо Пандолфо Малатеста, господар на Римини.
През 1482 г., докато е във Ферара, е поразен от чума, но успява да се възстанови.
След няколко години брак негов фаворит го предупреждава, че съпругата му Антония Малатеста е любовница на учителя му по танци Фернандо Флорес Кубияс. На 25 декември 1483 г. в Лудзара Родолфо успява да изненада двамата влюбени в леглото: той незабавно убива мъжа и влачи жена си надолу по двора, хвърляйки я в дълбокия сняг. След като насилствено я принуждава да поиска прошка, я убива с удар с кама в главата.
През 1484 г. се жени за Катерина Пико дела Мирандола, вдовица на кондотиера Лионело I Пио ди Савоя, сеньор на Капри, дъщеря на Джанфранческо I Пико дела Мирандола, господар на Мирандола и граф на Конкордия, и сестра на философа Джовани Пико дела Мирандола.
През 1485 г. с братята си Джанфранческо и Лудовико организира заговор срещу техния племенник Франческо II Гонзага, маркиз на Мантуа, но след като планът е разкрит, той е осъден на заточение в замъка в Луцара. През 1491 г. обаче сключва мир с племенника си и получава опростена присъда.
Избира за своя основна резиденция Луцара и нарежда отбранителните ѝ структури да бъдат подсилени от арх. Лука Фанчели, както и тези на Кастильоне, викайки експерта по военно строителство Джовани да Падова. Херцогът на Австрия Сигизмунд го номинира през 1493 г. за принц на Свещената Римска империя и на следващата година за маркиз на Луцара.
Идването на Шарл VIII от Франция на Италианския полуостров изисква защитата на владенията на Гонзага от френската заплаха. Поради това Родолфо, спомняйки си опита си в Бургундия, разработва план за атака във Форново, но е убит по време на битката на 6 юли 1405 г. Тялото му е транспортирано до Мантуа и е погребано в църквата „Сан Франческо“ – мавзолеят на Гонзага.

## Брак и потомство
Жени се два пъти:
∞ 1. 11 януари 1481 за Антония Малатеста (* 1451, Римини; † 23 декември 1883, Лудзара, екзекутирана), извънбрачна дъщеря на Сиджизмондо Пандолфо Малатеста, господар на Римини, от която няма деца.
∞ 2. 1484 за Катерина Пико дела Мирандола (* 1454, Мирандола; † 5 декември 1501, Лудзара), вдовица на кондотиера Лионело I Пио ди Савоя, сеньор на Капри, и дъщеря на Джанфранческо I Пико дела Мирандола, господар на Мирандола и граф на Конкордия, от която има двама сина и четири дъщери:
- Паола Гонзага (* 1486, † 1519), ∞ 1501 за Джован Николо Тривулцио (* 1479, † 1512), син на Джан Джакомо Тривулцио, военен, маркиз на Виджевано, от когото има двама сина и четири дъщери
- Джанфранческо Гонзага (* 3 февруари 1488, † 18 декември 1524), маркиз на Луцара и основател на кадетския клон Гонзага ди Луцара; ∞ за Лаура Палавичино (* ок. 1510), дъщеря на Галеацо I Палавичино, маркиз на Бусето, от която има четири сина и четири дъщери
- Лукреция Гонзага (* 1490), ∞ за Джироламо Одази, първи граф на Одази[4]
- Барбара Гонзага (* 1490, † като бебе)
- Джулия Гонзага (* 1493, † 1544), францисканска монахиня в манастира Санта Паола в Мантуа;
- Алоизио (или Луиджи Алесандро) Гонзага (* 1494,[5] † 1549), владетел на Кастел Гофредо, Кастильоне и Солферино, дядо на св. Акоизий Гонзага и родоначалник на кадетски клон Гонзага ди Кастел Гофредо; ∞ 1. 24 юли 1519 в Мантуа за Джиневра Рангони (* 1487, † 1540), дъщеря на Николо Мария Рангони, граф на Кастелкрешенте и Боргофранко, от която няма деца 2. за Катерина Ангуисола (* ок. 1508, † 1550), дъщеря на Джан Джакомо Ангуисола, граф на Пиаченца, от която има трима сина

Родолфо Гонзага има и три извънбрачни деца:
- Еторе Гонзага (* 15 век, † 16 век), кондотиер на служба при херцога на Милано, а след това и на Венецианската република. Остава за известно време в Кастел Гофредо, ∞ за Корнелия да Кореджо, дъщеря на Николо II да Кореджо „Посмъртния“, от която има един син и две дъщери
- Катерина Гонзага[6] (* 1476, † ок. 1525), ∞ 1490 за Отавиано Габриели ди Губио († 1510)[7], граф на Монтевекио и на Сан Лоренцо,[8] от когото няма деца. След смъртта на съпруга си става монахиня заедно със сестра си Анджелика, с името Домитила/Домицила в манастира на Анунциата в квартал „Сан Джорджо“ в Мантуа[9]
- Анджелика Гонзага, монахиня със сестра си Домицила в манастира на Анунциата в квартал Сан Джорджо в Мантуа.

- Децата на Родолфо
- Паола
- Джанфранческо
- Алоизио
- Катерина